# Muteba Kidiaba
Robert Muteba Kidiaba (Kipushi, 1° de fevereiro de 1976), conhecido também por Muteba Kidiaba ou simplesmente Kidiaba, é um político e ex-futebolista congolês que atuava como goleiro. É atualmente treinador de goleiros da Seleção da República Democrática do Congo e do Mazembe, clube onde atuou entre 2002 e 2016 e é o recordista de jogos (681).

## Carreira em clubes
Conhecido por seu visual incomum para goleiros (seu cabelo possui algumas tranças numa parte da cabeça, mesmo sendo predominantemente careca) e por suas comemorações de vitórias e gols ao dar pequenos saltos sentado no gramado, Kidiaba iniciou a carreira no AS Saint-Luc, mas tornou-se conhecido no Mazembe, onde chegou em 2002 e conquistou 16 títulos - os mais relevantes foram o tricampeonato da Liga dos Campeões da CAF (2009, 2010 e 2015) e o bicampeonato da Supercopa (2010 e 2011).
Na semifinal do Mundial de Clubes de 2010, foi um dos heróis da surpreendente vitória do Mazembe sobre o Internacional por 2 a 0, fazendo várias defesas que garantiram de forma inédita um clube africano na final do torneio. Foi também a primeira vez na história que um clube sul-americano ficou de fora da final do Mundial de Clubes da FIFA.
No ano de 2015, aos 39 anos, participou novamente da Copa do Mundo de Clubes da FIFA, porém dessa vez obteve um revés ao perder para o Sanfrecce Hiroshima pelo placar de 3 a 0, válido pelas quartas de final do torneio. Encerrou a carreira de jogador em 2016, mas continuou como treinador de goleiros do Mazembe, função que exerce desde então.

## Carreira internacional
Pela Seleção da República Democrática do Congo, Kidiaba estreou contra Botsuana, em outubro de 2002.
Representou os Leopardos em 3 edições da Copa das Nações Africanas (2004, 2013 e 2015), além de ter jogado 11 partidas em eliminatórias da Copa do Mundo. Em dezembro de 2014, anunciou que pretendia encerrar a carreira internacional após a participação congolesa na Copa Africana de 2015, sendo incluído na lista de convocados, chegando a repensar a decisão após a disputa do terceiro lugar contra a Guiné Equatorial. Este, no entanto, foi o último dos 64 jogos de Kidiaba pela Seleção Congolesa (terceiro jogador com mais partidas na história).

## Carreira política
Em maio de 2015, foi anunciado que Kidiaba e seu ex-companheiro de clube e seleção, Jean Kasusula, seriam candidatos pelo Partido Nacional para a Democracia e o Desenvolvimento nas eleições parlamentares.
Em janeiro de 2019, foi eleito para o parlamento da província do Alto Catanga, e comemorou fazendo a dança que o tornou conhecido na época de jogador em seu gabinete.

## Títulos
AS Saint-Luc
- Liga Provincial de Kasaï Occidental: 2001

Mazembe
- Linafoot: 2006, 2007, 2009, 2011, 2012, 2013, 2013–14, 2015–16
- Supercopa da República Democrática do Congo: 2013, 2014, 2016
- Liga dos Campeões da CAF: 2009, 2010, 2015
- Supercopa da CAF: 2010, 2011
- Copa das Confederações da CAF: 2016

Seleção da República Democrática do Congo
- Campeonato das Nações Africanas: 2009